# Passavant-en-Argonne
Passavant-en-Argonne är en kommun i departementet Marne i regionen Grand Est (tidigare regionen Champagne-Ardenne) i nordöstra Frankrike. Kommunen ligger i kantonen Sainte-Menehould som tillhör arrondissementet Sainte-Menehould. År 2022 hade Passavant-en-Argonne 177 invånare.

## Befolkningsutveckling
Antalet invånare i kommunen Passavant-en-Argonne
| Referens: INSEE |

## Externa länkar

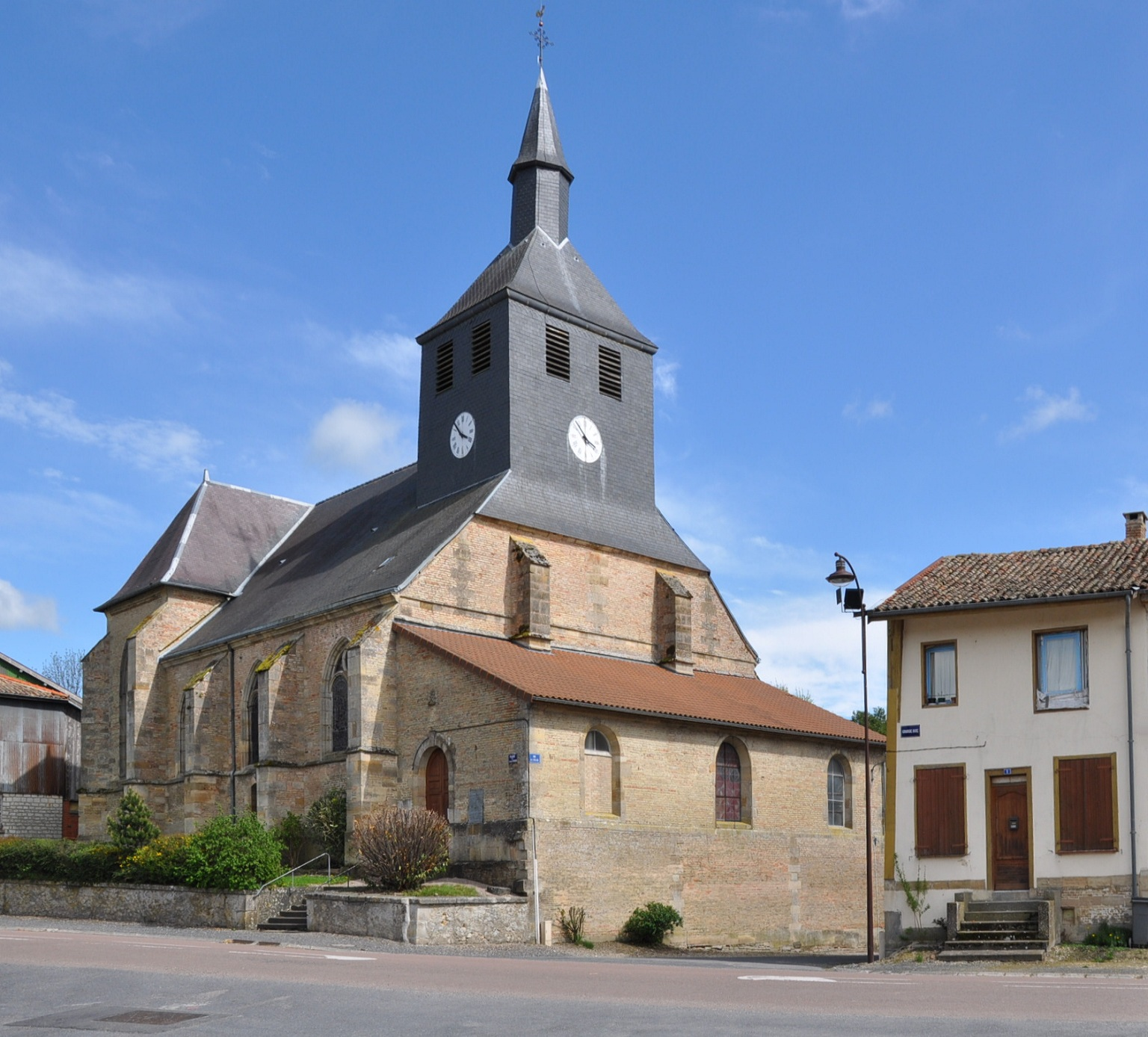
Kyrkan av Upphöjelse av det Heliga Korset